# 多库恰耶夫斯克市镇
多库恰耶夫斯克市级市镇（烏克蘭語：Докучаєвська міська громада）是乌克兰顿涅茨克州卡利米烏斯凱區的市镇，行政中心为多库恰耶夫斯克。

## 居民点
该市镇包括一个城市（多库恰耶夫斯克）、6个镇和8个村庄。
- 部分镇：莫洛迪日內、奥莱尼夫卡
- 部分村庄：卢汉斯凯